# Affaire Christophe Lejard
 (septembre 2019).
Si vous disposez d'ouvrages ou d'articles de référence ou si vous connaissez des sites web de qualité traitant du thème abordé ici, merci de compléter l'article en donnant les références utiles à sa vérifiabilité et en les liant à la section « Notes et références ».
L'affaire Christophe Lejard des nom et prénom de la victime, est une affaire criminelle française qui débute le 24 novembre 2010 à Rognonas dans les Bouches-du-Rhône. Au petit matin le corps de Christophe Lejard, 48 ans, est découvert par son propre fils, Christopher, baignant dans une mare de sang près de sa voiture sur l'allée menant au portail.
L'enquête permettra de déterminer que l'assassinat de Christophe Lejard a été commandité par sa propre femme Roseline Lejard née Painchault. Il sera établi que Roseline a payé, par l'intermédiaire de son fils Arnaud Privat issu d'un premier mariage, un homme de main, Christopher Munsch, pour tuer son mari.
L'affaire est marquée par un rebondissement : alors qu'elle se trouve en prison dans le cadre de cet assassinat, Roseline Painchault paiera sa codétenue Sylvie Colomer pour, dès sa sortie, assassiner Christopher Munsch qu'elle avait engagé pour tuer son mari.
Le verdict prononcé a comme particularité que la commanditaire de l'assassinat est condamnée à une peine plus lourde que son homme de main qui a assassiné la victime.

## Faits
Le 24 novembre 2010 à Rognonas, vers 7 h 30, Christopher, le fils de Christophe Lejard, monte dans sa voiture pour se rendre à son travail dans la menuiserie familiale. En longeant l'allée menant au portail, il aperçoit la voiture de son père, portière ouverte, moteur en marche. Il découvre alors son père étendu dans une mare de sang à côté de sa voiture. Il rentre donner l'alerte auprès de sa mère, Roseline Lejard née Painchault, qui appelle les secours.
Le corps comporte un impact de balle à l'arrière du crâne.

## Enquêtes
Il sera établi que la famille avait pour habitude de laisser le portail de leur résidence ouvert. Or ce portail est retrouvé fermé, ce qui a contraint la victime à sortir de son véhicule pour l'ouvrir, et donc à s'exposer. Ce détail mène les enquêteurs sur la piste du guet-apens et donc d'une préméditation de ce meurtre.
Des traces d'ADN seront retrouvées sur le portail.
Alors qu'aucun membre de la famille ne fume, des mégots de cigarette sont retrouvés dans la cour en retrait du portail.

### Enquête de voisinage
Interrogés par les gendarmes, les voisins déclarent avoir entendu une grosse détonation entre 6h45 et 7h00. Ils ont constaté la présence d'une moto garée devant le domicile des Lejard alors que la famille ne possède pas de moto.

### Enquête sur la famille Lejard
Christophe et Roseline sont en couple depuis 25 ans.
Christophe Lejard est gérant d'une menuiserie qui emploie dix-sept salariés. Il est apprécié par ses collaborateurs.
Christopher est le seul enfant qu'ils aient eu ensemble.
Infirmière de formation, Roseline a deux enfants issus d'un premier mariage, dont Arnaud. La victime était connue pour être en conflit avec Arnaud qui n'acceptait pas qu'il pût être le remplaçant de son père biologique auprès de sa mère. C'est pour cette raison qu'Arnaud avait refusé de venir vivre dans le mas familial et qu'il était resté dans l'Orne, en Normandie.

### Autopsie et analyses
L'autopsie du corps de Christophe Lejard est réalisée à l'Hôpital de la Timone de Marseille. La présence de nombreux plombs autour de la plaie, dans la nuque, permet d'établir que la mort est due au tir d'une cartouche de chasse de calibre 12.
Les prélèvements ADN récoltés sur le portail mettent en évidence deux ADN : celui de la victime, et celui d'une personne qui n'est pas fichée au FNAEG.
Les mégots de cigarette ne contiennent aucune empreinte ADN exploitable.

### Première audition d'Arnaud Privat
Interrogé, Arnaud déclare ne plus être en conflit avec son beau-père depuis deux ans. Il sera établi qu'au moment des faits Arnaud n'était pas sur les lieux du crime et se trouvait chez lui en Normandie.

### Première audition de Roseline Lejard-Painchault
Lors de son audition, Roseline paraît ne pas être affectée par la mort de son mari.
Elle lance les enquêteurs sur la piste du règlement de comptes professionnel en accusant son mari de malversations financières : détournement de fonds, emploi de personnel « au noir » et dessous-de-table. Mais les vérifications des relevés comptables permettent d'infirmer cette thèse. Les enquêteurs se demandent alors pourquoi l'épouse les a dirigés sur cette fausse piste.

### Audition de Liliane Berger
Le 3 décembre 2010, Liliane Berger se présente spontanément aux gendarmes chargés de l'enquête. Elle se présente comme étant la maîtresse de Christophe Lejard. Elle explique qu'ils se sont rencontrés étant plus jeunes et qu'ils se sont retrouvés, six mois auparavant, via le réseau social Facebook.
Elle apprend aux enquêteurs que le couple Lejard battait de l'aile, que Christophe et Roseline étaient en instance de divorce et que Christophe comptait ensuite la rejoindre.

### Audition de Maryse Lejard
Elle est la sœur de la victime. Elle se présente aux gendarmes après les obsèques. Elle leur explique avoir été surprise de la sobriété de la cérémonie ainsi que de l'attitude de sa belle-sœur Roseline : souriante et lui expliquant que son frère Christophe s'est suicidé en se tirant une balle dans la nuque avec un fusil, chose techniquement impossible.
Elle explique être au courant du projet de divorce, et précise qu'il est à l'initiative de son frère. Enfin, elle dit que lorsque Roseline a appris que son mari voulait la quitter celle-ci a vidé le compte PEL de son mari qui comportait 30 000 euros. Elle indique qu'à la suite de cette annonce son frère craignait désormais que sa femme ne l'empoisonne, qu'il ne buvait donc que l'eau du robinet et achetait lui-même de quoi se nourrir pour éviter d'avoir à toucher à ce qu'il y avait dans le réfrigérateur et à ce que sa femme cuisinait.
Maryse ajoute que son frère avait prévu de quitter le foyer, que cela devait se faire le week-end suivant le jour de son assassinat.

### Seconde audition de Roseline Lejard-Painchault
Lors de cette seconde audition, Roseline dit ne pas connaître la maîtresse de son mari. Elle reconnaît l'existence d'un projet de divorce dans son couple, mais prétend qu'il était à son initiative. Or les enquêteurs ont accès aux échanges de mails qu'elle entretenait avec son mari et dans ceux-ci il était mentionné à plusieurs reprises l'existence de Liliane Berger en tant que maîtresse de Christophe.

### Enquête liée à l'ADN
Par la suite, pendant presque une année, les enquêteurs s'efforcent de récupérer les empreintes ADN des personnes ayant connu Christophe Lejard pour les comparer avec l'ADN inconnu trouvé sur le portail. En octobre 2011, cette comparaison permet d'établir que l'empreinte appartient à Christopher Munsch, un artisan de 26 ans habitant en Normandie et ayant effectué des travaux dans le mas Lejard l'été qui précéda le meurtre.
Une recherche dans les fichiers de police fait ressortir que Christopher Munsch est connu pour des délits qui lui ont valu plusieurs condamnations à des peines inférieures à un an de prison : vols, détention de stupéfiants...

### Auditions croisées de Christopher Munsch et Roseline Lejard
Christopher Munsch explique la présence de son ADN sur le portail par les travaux qu'il a effectués dans la résidence Lejard. Toutefois cette possibilité est invalidée par les enquêteurs, les travaux ayant été effectués en été, l'assassinat ayant eu lieu en novembre, les traces ADN n'ayant pu braver sans être détruites les aléas climatiques survenus entre ces deux périodes.
Finalement Munsch explique avoir été payé 15 000 euros par Roseline pour parcourir les 1 600 kilomètres qui le séparait du mas des Lejard et ensuite uniquement pour fermer le portail.
Les enquêteurs présentent cette version de Munsch à Roseline Lejard. Celle-ci avoue finalement avoir payé Christopher Munsch pour qu'il assassine son mari.
À la suite de cette confrontation, Christopher Munsch est inculpé d'assassinat et Roseline Lejard de complicité d'assassinat.

### Exploitation des conversations téléphoniques et électroniques
Les relevés téléphoniques et électroniques démontrent toutefois que Christopher Munsch et Roseline Lejard-Painchault n'ont jamais échangé le moindre mail, ni le moindre sms ou la moindre conversation téléphonique. Les enquêteurs en concluent qu'un intermédiaire faisait le relais et permettait ainsi à Munsch et Painchault de communiquer entre eux indirectement.
Alors que Christopher Munsch est en détention, discrètement, les enquêteurs font en sorte que l'établissement pénitentiaire lui fasse parvenir un téléphone portable. Sur écoute sans le savoir, Munsch contacte Arnaud, le fils de Roseline. Leurs conversations mènent les enquêteurs à comprendre qu'Arnaud était l'intermédiaire entre Roseline et son homme de main.

### Seconde audition d'Arnaud Privat
Auditionné de nouveau, Arnaud avoue avoir servi d'intermédiaire. Il explique toutefois avoir été piégé par sa mère : celle-ci lui faisait croire que son mari était violent envers elle, amplifiant le mépris qu'Arnaud avait déjà envers son beau-père, avec pour objectif de l'amener à se rendre complice de l'assassinat de Christophe Lejard.
Arnaud avoue avoir acheté la moto ayant servi à Munsch pour se rendre chez les Lejard depuis la Normandie, avoir acheté le fusil et la cartouche ayant permis l'assassinat de Christophe Lejard, avoir fait un plan de la propriété pour aider Munsch à y évoluer, et repérer les véhicules, avoir demandé à Munsch de ne pas prendre son téléphone portable pour éviter qu'il ne borne pendant son voyage. Il explique avoir conseillé Munsch sur l'itinéraire à emprunter de la Normandie jusqu'au mas en évitant les autoroutes pour ne laisser aucune trace de son passage aux péages ou face à des radars. Toutefois il sera démontré que Munsch a commis l'erreur d'être flashé par un radar pour un excès de vitesse aux environs de Montluçon et que sur le chemin du retour il a acheté un café à 1,10 euro avec sa carte bancaire à Millau. À cause de ces deux erreurs commises par Munsch et prouvant qu'il a effectué le trajet entre la Normandie et le mas Lejard, Roseline commence à cultiver un sentiment de colère et un désir de vengeance envers son homme de main.

## Contrats tacites entre Roseline Painchault et Sylvie Colomer
À sa sortie de prison, Sylvie Colomer, la codétenue de Roseline Painchault, se rend au commissariat de police pour expliquer que Roseline lui a proposé un contrat : en échange de 15 000 euros, elle devait tuer Christopher Munsch. Le plan prévoyait qu'une fois sortie de prison elle demande à voir Munsch au parloir de la prison, pour l'empoisonner. Le souhait de Roseline était de punir son homme de main pour ses erreurs commises sur la route l'ayant mené de Normandie au mas Lejard, ainsi que pour la trace d'ADN laissée sur le portail. Il sera établi que Sylvie Colomer recevra intégralement la somme prévue pour l'exécution de ce contrat.
Il sera aussi établi que Sylvie Colomer recevra l'intégralité du patrimoine de Roseline qui voulait organiser sa propre insolvabilité. Devenu effectif, ce transfert de patrimoine de 315 000 euros prévoyait toutefois que Sylvie doive ensuite rembourser à Roselyne l'intégralité de la somme à hauteur de 300 euros par mois pendant 66 ans.
Sylvie Colomer est donc poursuivie pour deux tentatives d'escroquerie : l'une liée à ce don effectué hors cadre légal, donc sans imposition possible, et ayant pour objectif d'organiser l'insolvabilité de Roseline Painchault, et l'autre liée à la tentative d'escroquer sa donataire. Effectivement il sera établi qu'en dénonçant à la police les intentions de sa commanditaire concernant son projet d'assassinat de Munsch, Sylvie Colomer espérait que Roseline soit condamnée le plus sévèrement possible pour qu'elle-même n'ait jamais à lui rembourser le prêt.

## Une autre tentative de contrat sur la tête de Christopher Munsch avortée
Au cours de sa détention, Roseline va une nouvelle fois tenter de faire assassiner Munsch à distance : elle se concerte avec d'autres de ses codétenues pour essayer de trouver un homme qui pourrait tuer Christopher Munsch pour 8000 euros; mais finalement ses confidentes qu'elles a recrutées vont la dénoncer à l'autorité pénitentiaire.

## Procès

### Premier procès
Le premier procès s'ouvre le 18 mai 2015 devant la cour d'assises d'Aix-en-Provence.
Roseline Painchault admet avoir commandité l'assassinat de son mari, Arnaud reconnaît avoir servi d'intermédiaire et Christopher Munsch reconnaît avoir assassiné Christophe Lejard.
Roseline Painchault est également poursuivie pour escroquerie au préjudice d'une caisse de retraite qui allait lui verser un capital décès de 188 000 euros à la mort de son mari. Elle est également poursuivie pour avoir organisé sa propre insolvabilité en ayant versé environ 315 000 euros à sa codétenue et ainsi privé les parties civiles de tout dédommagement.
Le second jour du procès, à la suite d'un malaise de Roseline le procès est renvoyé.

### Second procès
Le second procès s'ouvre à Aix en juin 2016. L'ensemble des protagonistes de l'affaire y est poursuivi pour les mêmes faits que lors du premier procès.
Roseline Painchault y est décrite par l'avocat général comme une veuve noire dont la seule motivation était l'argent : elle aura tué son mari pour éviter le partage du patrimoine qu'aurait provoqué le divorce demandé par l'époux, ainsi que pour toucher le capital décès de son mari d'environ 188 000 euros.
Les avocats de Roseline, Jean-Robert N'Guyen Phung et Denis Fayolle, diront que « cette affaire est une issue tragique pour une femme qui n'a pas accepté que l'homme qu'elle a aimé toute sa vie l'abandonne ».
La défense d'Arnaud Privat dit qu'il avait été « élevé comme un pitbull » par Roseline Painchault.

#### Verdict
Les peines prononcées à l'encontre des trois personnes directement impliquées dans l'assassinat de Christophe Lejard sont en définitive plus clémentes que celles requises par l'avocate générale :
- Roseline Painchault est reconnue coupable d'avoir commandité le meurtre de son mari, escroqué une caisse de retraite et avoir organisé sa propre insolvabilité. Elle est condamnée à 25 années de réclusion criminelle[4].
- Christopher Munsch est condamné à 20 ans de réclusion criminelle pour l'assassinat de Christophe Lejard.
- Arnaud Privat est condamné à 15 ans de prison pour complicité d'assassinat.
- Quant à Sylvie Colomer, elle écope de 5 ans de prison pour tentative d'escroquerie et complicité d'escroquerie.

Roseline Lejard fait dans un premier temps appel de sa décision avant finalement de se désister et d'accepter donc sa peine.

### Médiagraphie

#### Articles de presse
- « Aix-en-Provence : elle commandite l'assassinat de son mari avec la complicité de son fils » Article de Guillaume Atchouel publié le 19 mai 2015 dans La Dépêche du Midi.
- « Assassinat de Christophe Lejard : "Il voulait être heureux..." » Article de Jim Gassmann publié le 17 juin 2016 dans Le Dauphiné libéré.

#### Documentaire télévisé
- « Affaire Lejard : fortune fatale » (premier reportage) le 9 septembre 2015 dans Enquêtes criminelles : le magazine des faits divers sur W9.
- « Un trio diabolique » (troisième reportage) dans « Spéciale complots de famille » le 12 février 2018 dans Crimes sur NRJ 12.
- « Le trio meurtrier » le 12 avril 2018 dans Indices sur Numéro 23.
- « Roselyne et Christophe : pour le meilleur et pour l'argent » (deuxième reportage) dans « L'argent a détruit ces familles » le 28 février 2019 dans Héritages sur NRJ 12.
- « Roselyne Lejard, plutôt veuve que divorcée » le 17 février 2020 dans Faites entrer l'accusé présenté par Frédérique Lantieri sur France 2.

#### Émission radiophonique
- « Qui a tué Christophe Lejard ? » le 10 décembre 2018 dans l'émission Hondelatte raconte sur Europe1[5]